# FNM D-11000

Le FNM D-11000, (Fénémé D11000) était un camion lourd brésilien, dérivé de l'Alfa Romeo 900, et produit sous licence italienne.

## Histoire
Après le premier modèle de camion lourd construit sous licence, le FNM D-9500 basé sur l'Alfa Romeo 800 équipé d'un moteur diesel Alfa Romeo de 115 ch, produit à partir de 1952, le constructeur brésilien lance, en toute fin de l'année 1957 un nouveau modèle encore plus puissant, le FNM D-11000. 
Les camions FNM, classés camions lourds, ont été considérés comme très puissants pour l'époque, et ont lancé plusieurs innovations pour le Brésil avec l'introduction du choix entre des versions à 2 essieux, 3 ou 4 essieux, en combinaison 4x2 - 6x2 ou 6x4 et 8x4. Ces camions ont acquis très rapidement d'une solide réputation : robustes, durables, fiables avec mécanique puissante et dotés d'une absolue nouveauté, inconnue jusqu'alors, un lit dans une cabine spacieuse avec poste de conduite avancé.
Grâce à toutes ces qualités, le modèle D-9500 connaîtra un succès immédiat et deviendra une sorte de «légende vivante» du transport routier brésilien. Mais l'usine n'a jamais réussi à répondre à la demande. Il arriva la nécessité d'introduire des améliorations techniques au D-9500 et le constructeur FNM présenta en fin d'année 1957 la deuxième génération de camions FNM / Alfa Romeo avec le modèle D-11000, un concentré d'innovations techniques, telles que le moteur Alfa Romeo entièrement en aluminium "AR.1610" développant 150 cv. 
Le D-11000 est la version brésilienne de l'Alfa Romeo 900 produit en Italie entre 1958 et 1964 et qui vantera un taux d'intégration local de 81 % en 1958 pour atteindre 98 % en 1972.
Doté du moteur Alfa Romeo type 1610, un 6 cylindres en ligne 11 050 cm3 de cylindrée, il dispose d'un couple maximum de 67 mkg à seulement 1 200 tr/min. La puissance de ce moteur sera portée à 175 cv en 1967. La version équipant le châssis d'autobus sera portée à 203 cv en 1969. 
Le D-11000 sera décliné en 17 versions différentes. On a compté pas moins de 2 châssis pour autobus, 1 tracteur de semi-remorques en 4x2 et 14 variantes porteur avec des combinaisons 4x2 - 6x2 - 6x4 et 8x4 et sera homologué pour un PTRA de 45 tonnes.

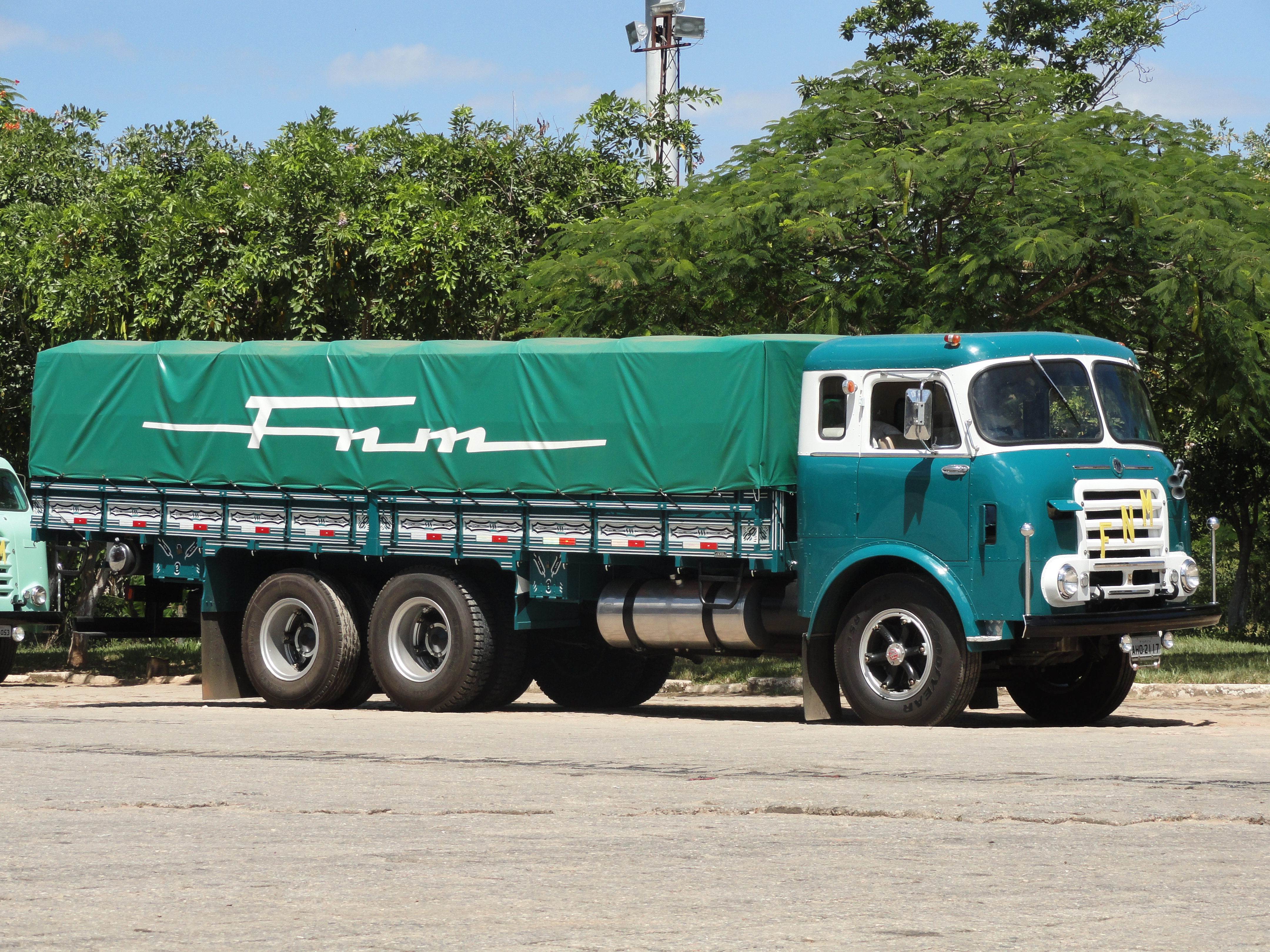
FNM D-11000 version 6x4 cabine Brasinca de 1961

Après 15 ans de présence et avoir été le poids lourd le plus produit au Brésil, et après que le constructeur ait été privatisé et vendu à Alfa Romeo en 1968, le FNM D-11000 sera remplacé en 1972 par les FNM 180-210 dérivés de l'Alfa Romeo Mille.

## Châssis Autobus
Au Brésil, comme en Italie et bien d'autres pays, à l'époque, les constructeurs de poids lourds produisaient des châssis dérivés de ceux des camions pour les autobus et autocars réalisés par des carrossiers spécialisés indépendants. FNM ne manqua pas à cette règle et proposa des châssis :
- variante V.9 d'un empattement de 5.500 mm, avec le moteur placé en long à l'avant,
- variante V.15 d'un empattement de 6.000 mm, avec le moteur placé en travers à l'arrière,

dérivés du D.11000 pour cet usage.

## Evolutions du modèle FNM D-11.000
Le lancement officiel du camion eut lieu en fin d'année 1957. 70 exemplaires furent produits. Dès sa 1ère série, le camion était disponible en version 4x2 en 5 variantes :
- Châssis standard avec empattement de 4,00 mètres,
- Châssis long empattement de 4,40 m,
- Châssis court pour tracteur de semi-remorques,
- Châssis court pour chantier, empattement 3,40 m,
- Châssis spécial abaissé pour autobus.
La spécificité du marché poids lourd brésilien consiste à laisser au client un large choix de cabines, conçues et fabriquées par des entreprises de carrosserie spécialisées. C'est pour cela que l'on retrouve une forte ressemblance avec les cabines montées sur le précédent modèle FNM D-9500.
- 1959 - FNM lance une variante à châssis long (empattement 4,40 m) destinée à l'installation d'un 3e essieu par des entreprises spécialisées, comme en Italie.
- 1961 - FNM lance une variante avec un châssis super long avec un empattement porté à 4,80 mètres, variante très prisée au Brésil pour les trajets très longue distance.
- 1966 - le logo FNM rond, similaire au logo Alfa Romeo, fait son apparition sur la face avant et remplace les 3 lettres F.N.M. fixées en diagonale sur la calandre. Une nouvelle cabine nommée "Futurama" est disponible. La conduite est facilitée avec l'apparition de la direction assistée et l'augmentation de la vitesse autorisée pour les poids lourds de 52 à 63 km/h. Une variant V15 destinée aux carrossiers pour autobus est lancée, elle propose pour la première fois au Brésil un châssis modulaire avec le moteur placé en travers à l'arrière.
- 1967 - la puissance du moteur Alfa Romeo est portée à 175 ch.
- 1968 - la société FNM passe sous l'entière responsabilité d'Alfa Romeo. Les variantes à 3 essieux sont désormais fabriquées en série par le constructeur.
- 1969 - bien que tout le groupe Alfa Romeo ait été racheté par Fiat Italie, la filiale brésilienne ne connait aucun changement de direction. Lancement d'un nouveau moteur pour la variante V11 châssis d'autobus, la puissance passe à 203 ch. À partir du mois de septembre, tous les modèles reçoivent la direction assistée de série.
- 1972 - lancement au mois de mai de la variante à 4 essieux disposant d'un PTC de 27 tonnes ou PTR de 45 tonnes avec remorque. Fin de la fabrication du camion, remplacé par la gamme FNM 180/210.
- 1973 - Après la fabrication des 4 derniers châssis pour autobus, arrêt définitif de la production du modèle FNM D-11.000.

La production globale du modèle s'établit ainsi : 24.983 camions entre 1957 et 1972 plus 1.480 châssis pour autobus entre 1958 et 1973.